# Georg Ludolf Dissen
Georg Ludolf Dissen, född den 17 december 1784 i närheten av Göttingen, död den 21 september 1837 i Göttingen, var en tysk klassisk filolog. 
Dissen var professor vid Göttingens universitet. Av hans arbeten kan nämnas De temporibus et modis verbi graeci (1809) och Disquisitiones philologicae (1813). För övrigt utgav han för sin tid goda upplagor av Pindaros (1830), Tibullus (1835) med flera klassiska författare, och sökte därigenom grundlägga en högre utbildning av hermeneutiken. Hans Kleine Schriften, nebst biographischen Erinnerungen utgavs 1839.